# Giải thưởng cống hiến của FIFA

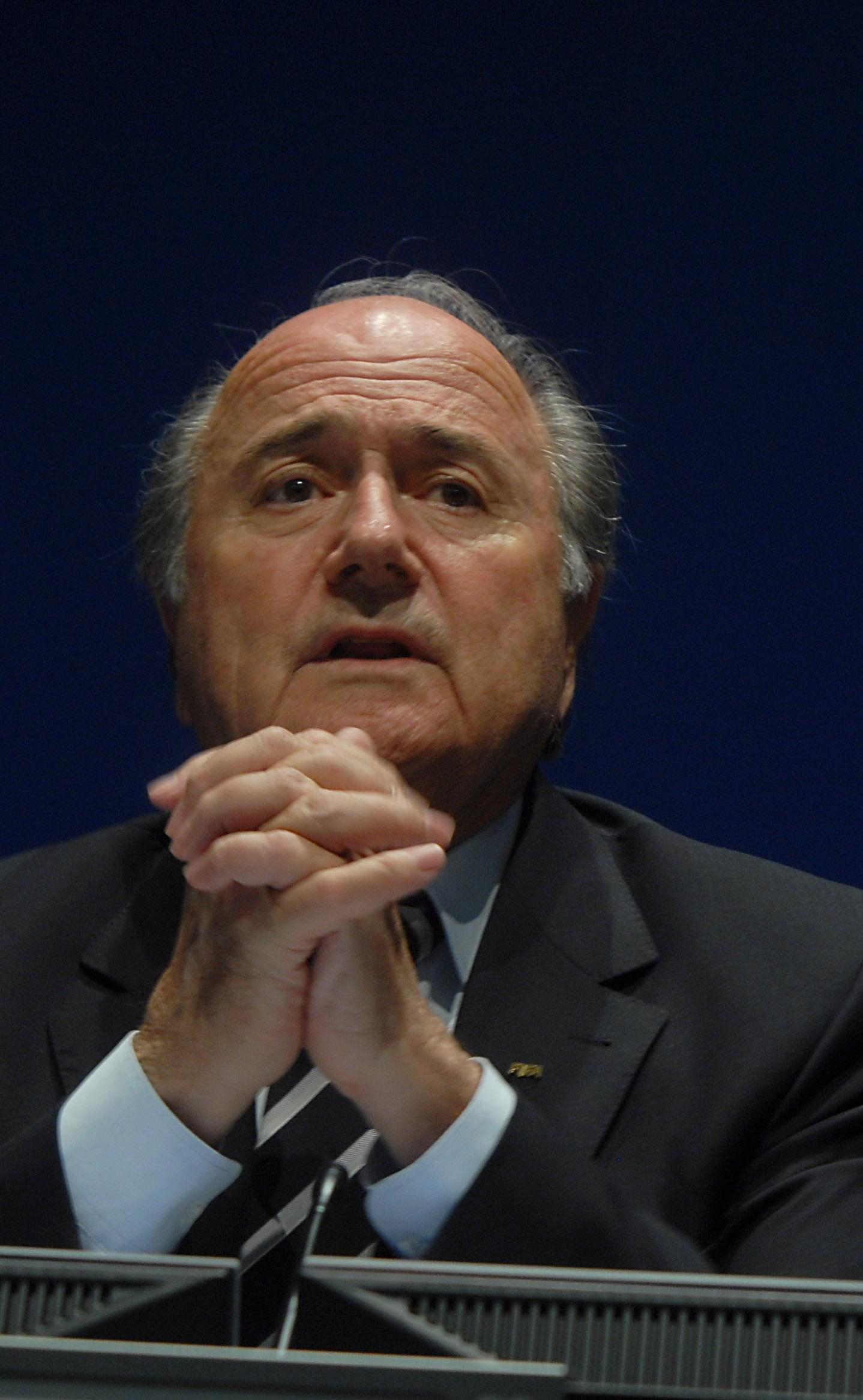
Joseph Blatter

Giải thưởng cống hiến của FIFA (tiếng Anh: FIFA Presidential Award) là giải thưởng bóng đá được trao thường niên tại Lễ trao giải FIFA. Giải lần đầu tiên được trao bởi chủ tịch đương nhiệm của FIFA khi đó Sepp Blatter năm 2001, và sau đó được trao hàng năm.
| Năm  | FIFA Presidential Award    | Ghi chú |
| ---- | -------------------------- | --- |
| 2001 | Marvin Lee                 | Trao cho cựu đội trưởng đội U-20 Trinidad và Tobago bị liệt sau một chấn thương trong một trận đấu quốc tế vào tháng 3 năm 2001. |
| 2002 | Parminder Nagra            | Trao cho vai diễn của cô là Jess, trong bộ phim bóng đá Bend It Like Beckham, đóng vai một cô gái Punjabi sinh trưởng ở phía Tây Luân Đôn quyết định theo đuổi bóng đá bất chấp sự phản đối mạnh mẽ từ gia đình. |
| 2003 | Cộng đồng bóng đá Iraq     | Trao cho nghị lực của quốc gia và quyết tâm hướng tới phía trước phát triển bóng đá bất chấp tình hình khó khăn trong nước. Hussein Saeed[A], Bernd Stange[B] và Naji Husam[C] thay mặt nhận giải. |
| 2004 | Haiti                      | Giải thưởng như sự công nhận cho Haiti đã thi đấu "Trận đấu vì hòa bình" của Brazil khi đội tuyển quốc gia của 2 nước đã thi đấu tại Port-au-Prince vào 18 tháng 8, dùng bóng đá để mang mọi người lai gần nhau và cùng nhau chống lại phân biệt đối xử. |
| 2005 | Anders Frisk               | Được trao tặng khi kết thúc sự nghiệp trọng tài quốc tế hàng đầu của mình vào tháng 3 năm 2005, sau khi bị đe dọa giết hại ông và gia đình sau một trận đấu tại UEFA Champions League giữa Chelsea và Barcelona. |
| 2006 | Giacinto Facchetti         | Giải thưởng được truy tặng cho ông sau khi ông qua đời vì ung thư tụy đầu năm đó. Ông là một trong những thành viên của Grande Inter và là cha đẻ của chiến thuật phòng ngự catenaccio. Cựu chủ tịch của Inter cũng được ngợi khen trong quãng thời gian là thành viên của Ủy ban bóng đá FIFA và giảng viên HLV FIFA. |
| 2007 | Pelé                       | Được trao sau 50 năm ngày ông có trận đấu quốc tế đầu tiên như một sự ghi nhận cho sự xuất sắc trong sự nghiệp thi đấu và đặc biệt hơn là những đóng góp to lớn của ông cho sự phát triển của bóng đá một cách phổ biến và ấn tượng. Sử dụng địa vị có một không hai của ông "cầu thủ xuất sắc nhất thế giới từng được biết tới" để chống lại bất công xã hội, nghèo nàn và phân biệt đối xử. Ông cũng làm tròn trách nhiệm đại sứ của UNESCO và WHO, cùng với UNICEF và với chính bóng đá, khi là thành viên của Ủy ban bóng đá FIFA. |
| 2008 | Bóng đá nữ                 | Heather O'Reilly đại diện cho bóng đá nữ nhận giải. |
| 2009 | Hoàng hậu Rania của Jordan | Người đề xuất sáng kiến 1GOAL: Education for All, kêu gọi hàng triệu chính trị gia, nhạc sĩ, cầu thủ bóng đá và người hâm mộ bóng đá trên toàn thế giới để cung cấp việc tiếp cận giáo dục tới tất cả mọi người. |
| 2010 | Desmond Tutu               | [ 15 ] |
| 2011 | Sir Alex Ferguson          | [ 16 ] |
| 2012 | Franz Beckenbauer          | [ 17 ] |
| 2013 | Jacques Rogge              | [ 18 ] |
| 2014 | Hiroshi Kagawa             | |